# Andreas Horn (Neurowissenschaftler)

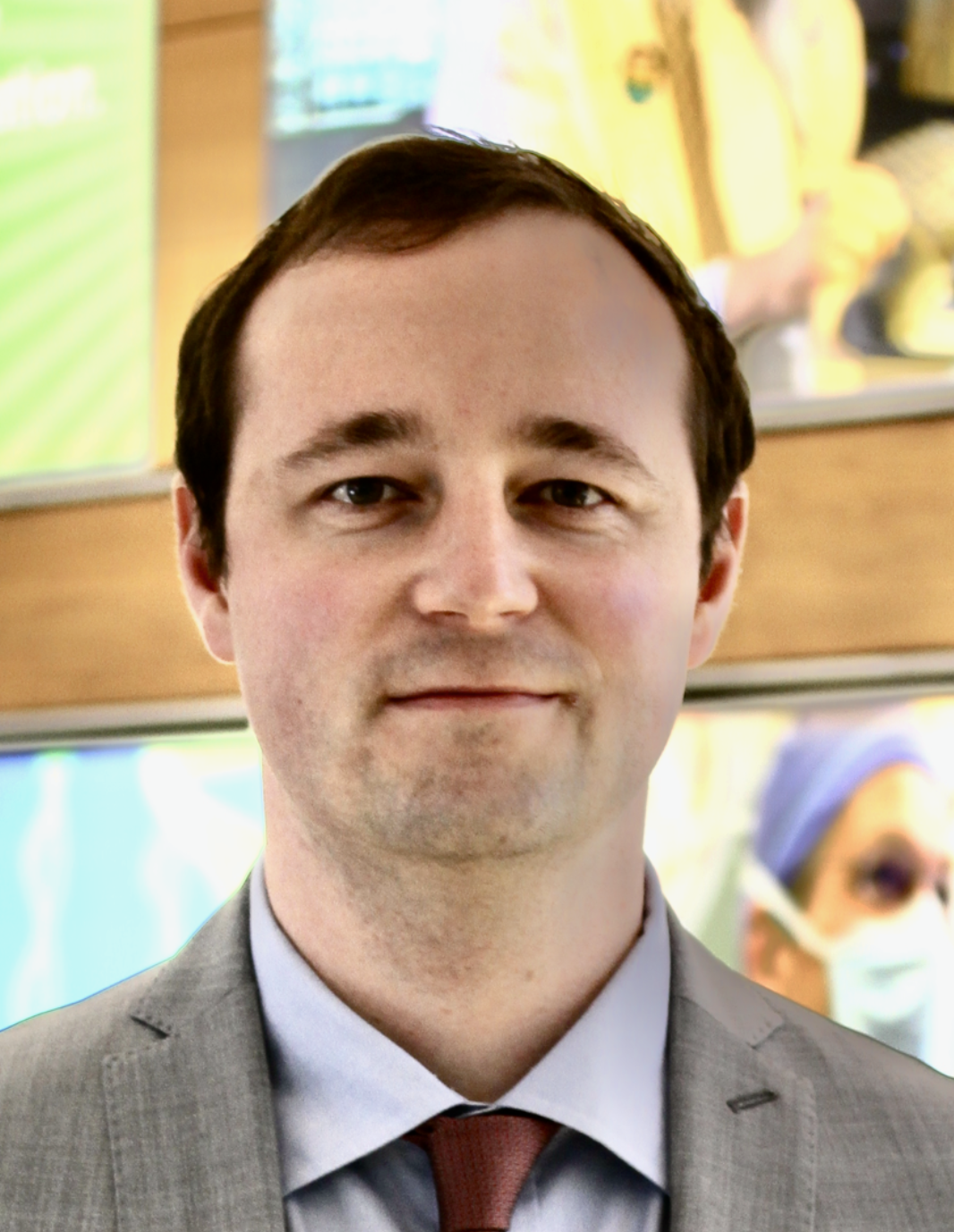
Andreas Horn (2024)

Andreas Horn (* 1984) ist ein deutscher Neurowissenschaftler und Schilling Professor für Computationale Neurologie an der Universität zu Köln. Zwischen 2016 und 2025 arbeitete er in mehreren Lehrkrankenhäusern der Harvard-Universität und wurde 2022 außerordentlicher Professor für Neurologie an der Harvard Medical School und Mass General Brigham. Seine Forschung konzentriert sich darauf, die Ergebnisse der tiefen Hirnstimulation mit Netzwerken des menschlichen Gehirns zu verknüpfen. Horns Arbeiten wurden von Medien wie CNN, Newsweek und Fox News vorgestellt. Zudem wurde er von Clarivate zu den „Highly Cited Researchers“ gezählt.

## Ausbildung und Karriere
Horn studierte Medizin an der Albert-Ludwigs-Universität Freiburg und promovierte 2012. Anschließend absolvierte er ein Promotionsstudium in Medizinischen Neurowissenschaften an der Charité Berlin, das er 2016 abschloss. Nach mehreren Postdoc-Stationen wurde er 2018 in das Emmy Noether-Programm der DFG aufgenommen und gründete ein Labor an der Charité. 2022 wurde er außerordentlicher Professor für Neurologie an der Harvard Medical School und arbeitete mit dem Brigham and Women’s Hospital sowie dem Massachusetts General Hospital zusammen. 2025 gründete er das Institut für Netzwerkstimulation an der Universität zu Köln.

## Wissenschaftliche Beiträge
Horn ist bekannt für seine Arbeiten zur Kartierung von Hirnschaltkreisen und Neuromodulation. Er entwickelte Methoden zur Lokalisierung von Elektroden für die Tiefe Hirnstimulation und zur Schätzung der durch sie stimulierten Netzwerke. Seine Forschung untersuchte zudem, wie Stimulationen und Läsionen mit spezifischen Hirnschaltkreisen korrelieren, was Einblicke in neurologische und psychiatrische Erkrankungen wie Parkinson-Krankheit, Zwangsstörung, Alzheimer-Krankheit, and Dystonie.

## Ausgewählte Auszeichnungen
- Clarivate Highly Cited Researcher (2024):[7] Anerkennung unter den weltweit am häufigsten zitierten Forschern.
- „World's Top 2% Scientists“ (2022, 2023, 2024):[12] Verliehen von Stanford University / Elsevier.
- Deutsche Forschungsgemeinschaft: Heinz Maier-Leibnitz-Preis (2022)[13]
- International Brain Stimulation Early Career Award (2025):[14] Verliehen für Beiträge zur Hirnstimulationsforschung.
- Global Call Winner 2024, Life Sciences Kategorie,[15] verliehen von der Falling Walls Foundation.

## Ausgewählte Publikationen
- Hollunder B, Ostrem JL, Sahin IA, Rajamani N, Oxenford S, Butenko K, Neudorfer C, Reinhardt P, Zvarova P, Polosan M, Akram H, Vissani M, Zhang C, Sun B, Navratil P, Reich MM, Volkmann J, Yeh FC, Baldermann JC, Dembek TA, Visser-Vandewalle V, Alho EJL, Franceschini PR, Nanda P, Finke C, Kühn AA, Dougherty DD, Richardson RM, Bergman H, DeLong MR, Mazzoni A, Romito LM, Tyagi H, Zrinzo L, Joyce EM, Chabardes S, Starr PA, Li N, Horn A. Mapping dysfunctional circuits in the frontal cortex using deep brain stimulation. Nat Neurosci. 2024;27(3):573-586.[16]
- Ríos AS, Oxenford S, Neudorfer C, Butenko K, Li N, Rajamani N, Boutet A, Elias GJB, Germann J, Loh A, Deeb W, Wang F, Setsompop K, Salvato B, Almeida LB de, Foote KD, Amaral R, Rosenberg PB, Tang-Wai DF, Wolk DA, Burke AD, Salloway S, Sabbagh MN, Chakravarty MM, Smith GS, Lyketsos CG, Okun MS, Anderson WS, Mari Z, Ponce FA, Lozano AM, Horn A. Optimal deep brain stimulation sites and networks for stimulation of the fornix in Alzheimer’s disease. Nat Commun. 2022;13(1):7707.[17]
- Rajamani N, Friedrich H, Butenko K, Dembek T, Lange F, Navrátil P, Zvarova P, Hollunder B, De Bie RMA, Odekerken VJJ, Volkmann J, Xu X, Ling Z, Yao C, Ritter P, Neumann WJ, Skandalakis GP, Komaitis S, Kalyvas A, Koutsarnakis C, Stranjalis G, Barbe M, Milanese V, Fox MD, Kühn AA, Middlebrooks E, Li N, Reich M, Neudorfer C, Horn A. Deep brain stimulation of symptom-specific networks in Parkinson’s disease. Nat Commun. 2024;15(1):4662.[18]
- Horn A, Reich M, Vorwerk J, Li N, Wenzel G, Fang Q, Schmitz-Hübsch T, Nickl R, Kupsch A, Volkmann J, Kühn AA, Fox MD. Connectivity Predicts deep brain stimulation outcome in Parkinson disease: DBS Outcome in PD. Ann Neurol. 2017;82(1):67-78.[19]